# Jakobstjärnen (Idre socken, Dalarna)
Jakobstjärnen är en sjö i Älvdalens kommun i Dalarna och ingår i Dalälvens huvudavrinningsområde. Sjön har en area på 0,0819 kvadratkilometer och ligger 531,4 meter över havet.

## Delavrinningsområde
Jakobstjärnen ingår i det delavrinningsområde (686918-133568) som SMHI kallar för Ovan Kvitan. Medelhöjden är 523 meter över havet och ytan är 31,77 kvadratkilometer. Räknas de 96 avrinningsområdena uppströms in blir den ackumulerade arean 1 090,8 kvadratkilometer. Storån som avvattnar avrinningsområdet har biflödesordning 2, vilket innebär att vattnet flödar genom totalt 2 vattendrag innan det når havet efter 472 kilometer. Avrinningsområdet består mestadels av skog (87 procent). Avrinningsområdet har 0,86 kvadratkilometer vattenytor vilket ger det en sjöprocent på 2,7 procent. Bebyggelsen i området täcker en yta av 0,47 kvadratkilometer eller 1 procent av avrinningsområdet.